# Campeonato Mundial de Baloncesto de 1978
El VIII Campeonato mundial de baloncesto de 1978 organizado por la Federación Internacional de Baloncesto se llevó a cabo en la ciudad de Manila en Filipinas. Estando ya consolidado el mundial de baloncesto tanto en América como en Europa, se quiso brindar la oportunidad a otro continente de organizar la fase final del torneo y como Filipinas había sido el primer país asiático en participar en el torneo, la FIBA lo eligió como organizador de dicha edición.

## Equipos participantes
| África  | América                                                       | Asia                          | Europa                                           | Oceanía   |
| ------- | ------------------------------------------------------------- | ----------------------------- | ------------------------------------------------ | --------- |
| Senegal | Brasil Canadá República Dominicana Puerto Rico Estados Unidos | Corea del Sur China Filipinas | Checoslovaquia Italia Unión Soviética Yugoslavia | Australia |

## Grupos
| Grupo A                                 | Grupo B                         | Grupo C                                                      |
| --------------------------------------- | ------------------------------- | ------------------------------------------------------------ |
| Canadá Corea del Sur Senegal Yugoslavia | Brasil China Italia Puerto Rico | Australia Checoslovaquia Estados Unidos República Dominicana |

- Las selecciones de Filipinas como organizador y Unión Soviética como campeón de edición anterior clasificaron automáticamente a la Ronda Semifinal.

## Ronda Preliminar

### Grupo A
| Po. | Equipo        | Pts | G | P | PF  | PC  | Dif |
| --- | ------------- | --- | - | - | --- | --- | --- |
| 1   | Yugoslavia    | 6   | 3 | 0 | 325 | 244 | 81  |
| 2   | Canadá        | 5   | 2 | 1 | 240 | 310 | 44  |
| 3   | Corea del Sur | 4   | 1 | 2 | 240 | 310 | -70 |
| 4   | Senegal       | 3   | 0 | 3 | 190 | 245 | -55 |

- Partidos

| Fecha | Hora1 | Sede   | Partido       | Partido | Partido       | Resultado |
| ----- | ----- | ------ | ------------- | ------- | ------------- | --------- |
|       |       | Manila | Canadá        | -       | Corea del Sur | 105 - 69  |
|       |       | Manila | Yugoslavia    | -       | Senegal       | 99 - 64   |
|       |       | Manila | Corea del Sur | -       | Yugoslavia    | 85 - 121  |
|       |       | Manila | Canadá        | -       | Senegal       | 60 - 42   |
|       |       | Manila | Corea del Sur | -       | Senegal       | 86 - 84   |
|       |       | Manila | Yugoslavia    | -       | Canadá        | 105 - 95  |

1 Hora de Filipinas

### Grupo B
| Po. | Equipo      | Pts | G | P | PF  | PC  | Dif |
| --- | ----------- | --- | - | - | --- | --- | --- |
| 1   | Brasil      | 6   | 3 | 0 | 342 | 269 | 73  |
| 2   | Italia      | 5   | 2 | 1 | 302 | 263 | 39  |
| 3   | Puerto Rico | 4   | 1 | 2 | 275 | 297 | -22 |
| 4   | China       | 3   | 0 | 3 | 218 | 260 | -42 |

- Partidos

| Fecha | Hora1 | Sede   | Partido     | Partido | Partido     | Resultado |
| ----- | ----- | ------ | ----------- | ------- | ----------- | --------- |
|       |       | Manila | Brasil      | -       | China       | 154 - 97  |
|       |       | Manila | Puerto Rico | -       | Italia      | 80 - 93   |
|       |       | Manila | China       | -       | Puerto Rico | 104 - 107 |
|       |       | Manila | Italia      | -       | Brasil      | 84 - 88   |
|       |       | Manila | Puerto Rico | -       | Brasil      | 88 - 100  |
|       |       | Manila | China       | -       | Italia      | 95 - 125  |

1 Hora de Filipinas

### Grupo C
| Po. | Equipo               | Pts | G | P | PF  | PC  | Dif |
| --- | -------------------- | --- | - | - | --- | --- | --- |
| 1   | Estados Unidos       | 6   | 3 | 0 | 277 | 219 | 58  |
| 2   | Australia            | 5   | 2 | 1 | 220 | 217 | 3   |
| 3   | Checoslovaquia       | 4   | 1 | 2 | 229 | 248 | -19 |
| 4   | República Dominicana | 3   | 0 | 3 | 218 | 260 | -42 |

- Partidos

| Fecha | Hora1 | Sede   | Partido              | Partido | Partido              | Resultado |
| ----- | ----- | ------ | -------------------- | ------- | -------------------- | --------- |
|       |       | Manila | Australia            | -       | Estados Unidos       | 75 - 77   |
|       |       | Manila | Australia            | -       | Checoslovaquia       | 71 - 68   |
|       |       | Manila | República Dominicana | -       | Estados Unidos       | 65 - 104  |
|       |       | Manila | Australia            | -       | República Dominicana | 74 - 72   |
|       |       | Manila | Estados Unidos       | -       | Checoslovaquia       | 96 - 79   |
|       |       | Manila | República Dominicana | -       | Checoslovaquia       | 81 - 82   |

## Grupo Calificación (9.º-14.º)
| Po. | Equipo               | Pts | G | P | PF  | PC  | Dif |
| --- | -------------------- | --- | - | - | --- | --- | --- |
| 9   | Checoslovaquia       | 8   | 4 | 0 | 451 | 363 | 88  |
| 10  | Puerto Rico          | 7   | 3 | 1 | 439 | 377 | 62  |
| 11  | República Dominicana | 6   | 2 | 2 | 394 | 403 | -9  |
| 12  | China                | 6   | 2 | 2 | 391 | 409 | -18 |
| 13  | Senegal              | 5   | 1 | 3 | 330 | 368 | -38 |
| 14  | Corea del Sur        | 4   | 0 | 4 | 352 | 437 | -85 |

- Partidos

| Fecha | Hora1 | Sede   | Partido              | Partido | Partido | Resultado |
| ----- | ----- | ------ | -------------------- | ------- | ------- | --------- |
|       |       | Manila | Corea del Sur        | -       | China   | 90 - 102  |
|       |       | Manila | Checoslovaquia       | -       | Senegal | 112 - 82  |
|       |       | Manila | Puerto Rico          | -       | Senegal | 97 - 83   |
|       |       | Manila | República Dominicana | -       | China   | 112 - 115 |

## Resultados finales
|  | 3.º y 4.º Puesto |        |    |  |
|  |                  |        |    |  |
|  | 1                | Brasil | 86 |  |
|  | 1                | Brasil | 86 |  |
|  | 2                | Italia | 85 |  |
|  | 2                | Italia | 85 |  |

|  | Final |                 |    |  |
|  |       |                 |    |  |
|  | 1     | Yugoslavia      | 82 |  |
|  | 1     | Yugoslavia      | 82 |  |
|  | 2     | Unión Soviética | 81 |  |
|  | 2     | Unión Soviética | 81 |  |

|                               |
| Bandera de Yugoslavia         |
| Campeón Yugoslavia 2.º título |

## Clasificación
| Pos. | Equipo               |
| ---- | -------------------- |
| 1    | Yugoslavia           |
| 2    | Unión Soviética      |
| 3    | Brasil               |
| 4    | Italia               |
| 5    | Estados Unidos       |
| 6    | Canadá               |
| 7    | Australia            |
| 8    | Filipinas            |
| 9    | Checoslovaquia       |
| 10   | Puerto Rico          |
| 11   | China                |
| 12   | República Dominicana |
| 13   | Corea del Sur        |
| 14   | Senegal              |

## Plantilla de los equipos medallistas
1 Yugoslavia:Krešimir Ćosić, Drazen Dalipagic, Mirza Delibašić, Dragan Kićanović, Zoran Slavnic, Zeljko Jerkov, Andro Knego, Ratko Radovanovic, Rajko Zizic, Duje Krstulovic, Peter Vilfan, Branko Skroce (Entrenador: Aca Nikolić)
2 URSS: Serguéi Belov, Anatoly Myshkin, Vladimir Tkachenko, Ivan Edeshko, Alexander Belostenny, Alzhan Zharmukhamedov, Vladimir Zhigili, Stanislav Eremin, Alexander Boloshev, Sergėjus Jovaiša, Aleksandr Sálnikov, Andrei Lopatov (Entrenador: Alexander Gomelsky)
3 Brasil: Marcelo Vido, Fausto Cisotto Giannecchini, Ubiratan Pereira Maciel, Milton Setrini, Hélio Rubens Garcia, Marcos Antônio Abdalla Leite, Gilson Trindade de Jesus, Marcel de Souza, Adilson de Freitas Nascimento, Eduardo Nilton Agra Galvão, Oscar Schmidt, Roberto Correa (Entrenador: Ary Ventura Vidal)
| Predecesor: Puerto Rico 1974 | Campeonato Mundial de Baloncesto VIII edición | Sucesor: Colombia 1982 |

- Datos: Q576739